# Yikuang
Yikuang också känd som Prins Qing, född 16 november 1838, död 28 januari 1917, var en manchuisk statsman och prins tillhörande den kejserliga Aisin Gioro-familjen.

## Biografi
Yikuang var son till Qianlong-kejsarens sjuttonde son Yonglin, vilket gjorde honom till en medlem av kejsarhuset.
Yikuang framträdde redan 1864 i det offentliga livet, då han fick i uppdrag att bekriga hästtjuvarna, några synnerligen farliga rövarskaror i norra Zhili och Manchuriet. Han ställdes 1884 i spetsen för ministeriet för utrikesärenden (Zongli yamen) och tillhörde från denna tid till revolutionen 1912 den kinesiska statens ledande män. 
Under boxarupprorets krig 1900 sökte han i det längsta mana änkekejsarinnan Cixi till försiktighet; efter kejserliga familjens flykt från Peking förde han och Li Hongzhang fredsunderhandlingarna med de intervenerande utländska makternas representanter. Han var under det följande årtiondet rikets kanske mest framträdande ämbetsman.
När man 1911 gjorde det första experimentet med en konstitutionell ministär i det gamla riksrådets ställe, utsågs Yikuang till Kinas förste ministerpresident. Redan hans manhuiska härkomst gjorde honom emellertid misshaglig för den nya nationalförsamlingen, och hans funktioner inskränktes (juli) till att bli allenast rådgivande. Då nationalförsamlingen sammanträtt i oktober och uppror utbrutit i många provinser, avgick ministären den 1 november, men Yikuang fungerade ännu ett par veckor som ministerpresident, tills Yuan Shikai (15 nov.) återvände till Peking. Yikuang drog sig då tillbaka från det offentliga livet. Han deltog emellertid i förhandlingarna om uppgörelse med dynastin vid Kinas förvandling till republik i februari 1912; sina sista år tillbragte han i Tianjin under utländskt beskydd.